# Euhesma banksia
Euhesma banksia is een vliesvleugelig insect uit de familie Colletidae. De wetenschappelijke naam van de soort is voor het eerst geldig gepubliceerd in 2001 door Elizabeth M. Exley.
De soort komt voor in West-Australië en Zuid-Australië. Het holotype werd aangetroffen op bloemen van Banksia speciosa.